# Трубецкой, Никита Юрьевич
Князь Ники́та Ю́рьевич Трубецко́й (26 мая [5 июня] 1699 — 16 [27] октября 1767) — русский военный и государственный деятель. После смерти своего отца Юрия Юрьевича (1739) и дяди Ивана Юрьевича (1750) остался старшим в роду Трубецких. Почти все годы царствования Елизаветы Петровны занимал должность генерал-прокурора, затем в течение 3 лет возглавлял Военную коллегию (в чине генерал-фельдмаршала). Первый владелец подмосковной усадьбы Нескучное.

## Биография
Отец Никиты Трубецкого при Петре I служил по военной части, его имя носит Трубецкой бастион Петропавловской крепости. Дед по матери, богатейший князь Г. С. Черкасский, был убит одним из своих узденей (дворян) в 1672 году. Имя «Никита» младенец получил в честь знаменитого прадеда, князя Никиты Одоевского, возглавлявшего правительство царя Фёдора Алексеевича.
Знание иностранных языков и европейская образованность способствовали тому, что молодой Никита Трубецкой был определён для выполнения дипломатических поручений в некоторых немецких государствах, а вернувшись в Россию в 1719 году, стал сержантом л.-гв. Преображенского полка. В 1724 году он получил свой первый офицерский чин, а спустя два года был пожалован в камер-юнкеры.
Взлёт карьеры молодого князя начался в 1730 году, когда он, вместе со своими родственниками, решительно поддержал императрицу Анну Иоанновну в её борьбе с «верховниками», пытавшимися ограничить самодержавную власть. В 30 лет он получил чин генерал-майора и занял должность генерал-кригс-комиссара (главного интенданта армии). В этой должности участвовал в войне за «польское наследство», а затем в русско-турецкой войне 1735—1739 годов. В составе 1-й армии Б. Миниха в 1736 году на должности главного интенданта и генерал-кригс-комиссара в чине генерал-майор участвовал в походе на Крым, штурме Перекопа и разорении Гезлёва и Бахчисарая. В 1737 году императрица произвела князя Трубецкого в генерал-лейтенанты, а спустя три года, во время празднования мира с Турцией, наградила его орденом Св. Александра Невского. В конце царствования Анны Иоанновны Трубецкой был назначен губернатором в Сибирь, но сумел уклониться от этой должности. Вместо этого в 1740 году стал генерал-прокурором и председателем Правительствующего сената в чине действительного тайного советника.
12 декабря 1741 года при активнейшей роли князя новая императрица Елизавета Петровна восстановила Сенат, оставив во главе его Никиту Юрьевича. Императрица распорядилась, чтобы «все указы и регламенты Петра Великого наикрепчайше содержать и по них неотменно поступать, не отрешая и последующих указов, кроме тех, которые с состоянием настоящего времени несходны и пользе государственной противны». В день своей коронации Елизавета в числе других сановников наградила Трубецкого орденом Св. Андрея Первозванного, а через два года пожаловала ему деревни в Лифляндии.
Будучи на протяжении двадцати лет генерал-прокурором, князь Трубецкой был причастен к рассмотрению множества различных дел, хотя к концу 1740-х его влияние при дворе ослабело. Самыми известными были дела и суды над графом А. И. Остерманом и графом Б. X. Минихом в 1741 году и дело А. П. Бестужева-Рюмина в 1758 году. С 7 апреля 1751 года Никита Юрьевич занимал пост генерал-губернатора Москвы, но уже в марте 1753 года его оставил. 5 сентября 1756 года Трубецкой был награждён чином генерал-фельдмаршала, а с 1760 года получил почётное звание президента Военной коллегии.
После смерти Елизаветы Петровны князь был главным распорядителем погребальной церемонии. В царствование Петра III он попал в число «возлюбленных придворных персон» и удостоился исключительной чести стать полковником лейб-гвардии Преображенского полка. «Ничто меня так не поразило, как идущий пред первым взводом, низенький и толстенький старичок с своим эспантоном и в мундире, унизанном золотыми нашивками со звездою на груди и голубою лентою под кафтаном», — вспоминал то время А. Болотов. Неожиданное преображение дряхлого елизаветинского сановника приметила и Екатерина Дашкова:

Трудно было не улыбнуться, когда я увидела князя Трубецкого, старика, по крайней мере семидесяти лет, вдруг принявшего воинственный вид и в первый раз в жизни затянутого в полный мундир, перевязанного галунами подобно барабану, обутого в ботфорты со шпорами, как будто он готовился сейчас вступить в отчаянный бой. Этот несчастный придворный адепт, подобно уличным бродягам, притворялся хилым, убогим, теперь же ради какого-то личного расчета прикинулся страдающим подагрой, с толстыми, заплывшими ногами. Но едва объявили, что идет император, он шариком вскочил с кушетки, вооруженный с ног до головы, и немедленно встал в ряд измайловцев, к которым он был назначен лейтенант-полковником и наскучил всем своими приказаниями. Это страшное привидение было некогда храбрым воином — обломком петровской эпохи!
Екатерина II понизила Трубецкого до чина подполковника гвардии, поскольку сама хотела быть полковником гвардейских полков. Через полгода после коронации (на которой князь был верховным маршалом) Трубецкой подал прошение об отставке, и 9 июня 1763 года она была принята «по изнурённом его здоровье». Через 4 года он умер и был погребён в соборе Чудова монастыря.

## Характеристика

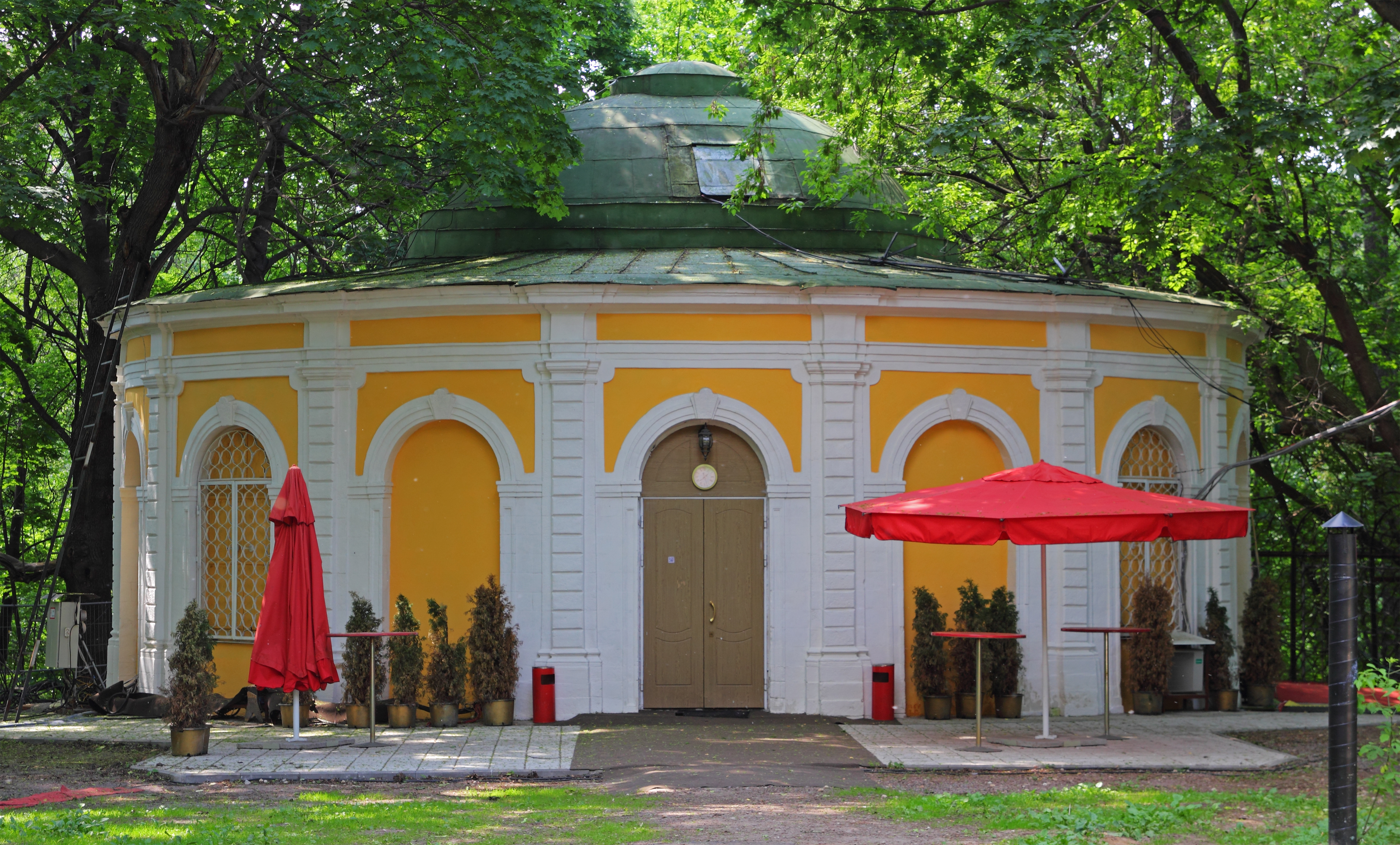
Охотничий домик усадьбы Н. Ю. Трубецкого — место проведения игры «Что? Где? Когда?»

Князь Трубецкой был свидетелем восьми царствований, но благодаря ловкости и лести благополучно пережил все дворцовые перевороты, чем заслужил среди современников репутацию беспринципного оппортуниста. Получив образование в «немецкой земле», Трубецкой состоял членом «учёной дружины» Феофана Прокоповича, а стихотворец Кантемир, называвший его «истинным и древним другом», посвятил ему свою седьмую сатиру. Он покровительствовал труппе Фёдора Волкова и «сам не худые стихи составлял». Архитектор Ухтомский выстроил для него беспримерную для Подмосковья середины XVIII века усадьбу во французском строгом стиле — «Нескучное».
В то же время, несмотря на всю свою просвещённость, Трубецкой был в полном смысле слова куртизаном, то есть человеком, для которого целью жизни являлся «дворский фавор» и соединённые с ним власть и богатство. Для него были дозволены все пути, ведшие к этой цели. Он не гнушался самым низким и лицемерным подлаживанием под вкусы монархов: для забавы Петра I он ревел на его пирах телёнком и даже заискивал перед Монсом; с богомольной императрицей Елизаветой Петровной рыдал во время церковных церемоний; при воинственном Петре III он, несмотря на старость и болезни, «затянутый в полный мундир, перевязанный галунами, подобно барабану, хорошенько поднимал ножки и месил грязь» во главе своего полка.

## Семья
Никита Юрьевич был женат дважды и прижил в обоих браках 14 детей. Его потомство по прямой мужской линии через сына Сергея продолжается и в XXI веке.
Первой его женой с 1722 года была графиня Анастасия Гавриловна Головкина, дочь петровского канцлера. Княгиня была весьма «приятна и недурна собою», любила румяниться до того, что «лицо её блестело, как ни у одной из петербургских дам». В правление Петра II, рассказывает в своём памфлете князь Щербатов, положил на неё взоры временщик Иван Долгорукий и муж «с терпением стыд свой сносил». При этом Долгорукий в доме Трубецкого имел «частые съезды с другими своими младыми сообщниками», во время которых «пивал до крайности, бивал и ругивал» князя Никиту, а как-то раз «по исполнении над ним многих ругательств хотел, наконец, выкинуть его в окошко». В браке родилось пятеро сыновей, из которых зрелого возраста достигли трое:
- Пётр (1724—91),
- Иван (20.06.1725—22.10.1804[5]), капитан.
- Сергей (1731—1812).

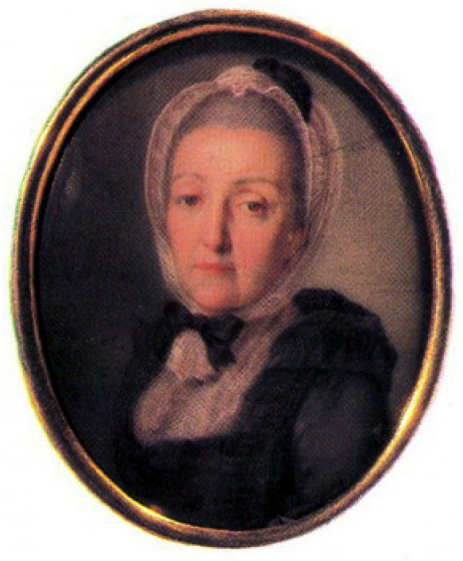
Княгиня Анна Даниловна Трубецкая

Она умерла 27 апреля 1735 года и была похоронена в Чудовом монастыре (могила утрачена). Спустя семь месяцев после кончины первой жены в 1735 году князь Никита женился на матери стихотворца М. М. Хераскова — майорше Анне Даниловне Херасковой, урождённой княжне Друцкой-Соколинской. Расчёт князя Трубецкого оправдался: в эту женщину был влюблён фельдмаршал Миних, который стал тянуть вверх и её мужа, закрывая глаза на его упущения по службе. Эта интересная и бойкая дама всюду ездила за армией Миниха; в деликатном положении она отправилась под Очаков и разрешилась от бремени в лагерной обстановке «на Коломенском острове, близ днепровских порогов». После смерти мужа владела селом Гребнево, которое в 1772 году унаследовал её сын-поэт. Стихи на смерть княгини Трубецкой сочинил Сумароков. Супруги имели четырёх сыновей и пятерых дочерей, из которых зрелого возраста достигли следующие:
- Юрий (1736—1811), у него дочь Прасковья, жена князя Ф. С. Гагарина.
- Анна (1737—1760), жена камергера А. И. Нарышкина; у них сын Иван
- Николай (1744—1821), один из виднейших московских мартинистов, приятель Новикова.
- Елена (1745—1832), жена генерал-прокурора князя А. А. Вяземского, наследница Александровской мызы.
- Александр (1751 — 16.01.1778[6]), полковник; был женат на Дарье Матвеевне Ржевской (сестра С. М. Ржевского) — у них дочь Елена, жена князя И. С. Мещерского.
- Екатерина (1747—1791), инокиня Смольного монастыря.

## Комментарии
1. ↑  У Д. Н. Бантыш-Каменского — 1700-й[2].
2. ↑  Даты рождения и смерти приведены в публикации «Русской старины» за 1870 год.
3. ↑  Молодые находились в родстве: княгиня Елизавета Ивановна Трубецкая (ум. 1653) — бабка князя Никиты — также происходила из рода князей Друцких-Солокинских.